# Age of Empires Online
Age of Empires Online (en abrégé AoEO) est un jeu vidéo historique gratuit (type freemium) de stratégie temps réel sorti le 16 août 2011 et distribué numériquement. Il a été initialement développé par Robot Entertainment puis par Gas Powered Games ; il est édité par Microsoft. Il s'agit du premier opus de la saga Age of Empires à fonctionner via le système Games for Windows – Live.
Age of Empires Online a fermé ses serveurs le 1er juillet 2014 en même temps que Game for Windows — Live, le jeu n'ayant pas connu le succès attendu.

## Système de jeu
Age of Empires Online garde les caractéristiques du système de jeu des précédents opus avec toutefois des ajouts importants :
- une ville qui reste en ligne continuera à se développer même après déconnexion du jeu ;
- des quêtes de jeu multijoueur coopératif, du commerce et un système de niveaux, le style d'approche et de scénarios.

Ce jeu est le mélange de stratégie temps réel (RTS) et de MMO.

## Civilisations
En août 2012, le jeu comptait six civilisations :
- les Grecs, première civilisation annoncée et qui était jouable durant la version bêta ;
- les Égyptiens, deuxième civilisation disponible au lancement du jeu en août 2011 ;
- les Perses, civilisation ajoutée après le lancement du jeu (18 octobre 2011) ;
- les Celtes, civilisation ajoutée après le lancement du jeu (mars 2012) ;
- les Babyloniens, civilisation ajoutée pour le premier anniversaire du jeu en août 2012 ;
- les Scandinaves.

Robot Entertainement a annoncé avoir choisi les Grecs comme première civilisation car « il s'agit de la civilisation qui vient directement à l'esprit durant cette période de l'histoire. »
Le mode de distribution du jeu (téléchargement) et l'obligation de jouer en ligne permet aux développeurs d'ajouter régulièrement et facilement de nouveaux contenus, gratuits ou non. Ainsi, les civilisations perse et babylonienne ne peuvent être utilisées qu'après avoir été débloquées à l'aide de points que les joueurs peuvent acheter avec de l'argent réel.

## Modèle économique
Le jeu est téléchargeable et jouable gratuitement, sur le modèle du freemium.
Au lancement du jeu, les limites de la version gratuite ont été critiquées par de nombreux joueurs. En juin 2012, Microsoft a revu le modèle, en permettant d'accéder à davantage de contenu gratuitement et en introduisant une monnaie virtuelle, les « points impériaux », que les joueurs peuvent acquérir en les achetant ou en les gagnant dans le jeu. Les différentes extensions de contenu (civilisations, quêtes…) sont obtenues en payant à l'aide de points impériaux.

## Développement
Le jeu est apparu sous le nom de Projet Spartan.
Le moteur du jeu et les deux premières civilisations ont été développés par Robot Entertainment. En février 2011 Gas Powered Games a pris la relève et a développé les contenus suivants pour le jeu.
Le développement du jeu cessa en 2013.

## Accueil
| Age of Empires Online |      |       |
| Média                 | Pays | Notes |
| GameSpot              | US   | 65 %  |
| Jeuxvideo.com         | FR   | 17/20 |